# Perdita gratiosa
Perdita gratiosa är en biart som beskrevs av Timberlake 1971. Perdita gratiosa ingår i släktet Perdita och familjen grävbin. Inga underarter finns listade i Catalogue of Life.